# Bill Hagerty
William Francis Hagerty IV (* 14. srpna 1959 Gallatin, TN) je americký podnikatel, diplomat a politik za Republikánskou stranu. Od roku 2021 je senátorem Senátu Spojených států amerických za Tennessee. Předtím v letech 2017–2019 působil jako velvyslanec Spojených států amerických v Japonsku.